# Siêu cúp bóng đá Bỉ
Siêu cúp bóng đá Bỉ là giải bóng đá giữa đội vô địch bóng đá Bỉ và đội đoạt cúp bóng đá Bỉ. Trong trường hợp 1 đội giành cả hai danh hiệu, đội vào chơi trận đấu này là đội thua ở trận chung kết cúp bóng đá Bỉ. Giải được tổ chức từ năm 1980 và tính đến nay Club Brugge là câu lạc bộ đoạt nhiều cúp nhất (13 lần), tiếp theo là Anderlecht (8 lần). Năm 1989, giải không tổ chức.

## Các trận chung kết
Đội vô địch được in đậm và tỷ số đá luân lưu 11m để trong ngoặc.
| Năm  | Vô địch Bỉ  | Vô địch cúp Bỉ (hoặc á quân) | Tỷ số     |
| ---- | ----------- | ---------------------------- | --------- |
| 1980 | Club Brugge | Beveren                      | 1–1 (4–3) |
| 1981 | Anderlecht  | Standard                     | 0–0 (1–3) |
| 1982 | Standard    | Waregem                      | 2–3       |
| 1983 | Standard    | Beveren                      | 1–1 (5–4) |
| 1984 | Beveren     | Gent                         | 5–1       |
| 1985 | Anderlecht  | Cercle Brugge                | 2–1       |
| 1986 | Anderlecht  | Club Brugge                  | 0–1       |
| 1987 | Anderlecht  | KV Mechelen                  | 1–1; 2–01 |
| 1988 | Club Brugge | Anderlecht                   | 1–0       |
| 1989 | KV Mechelen | Anderlecht                   | —2        |
| 1990 | Club Brugge | RFC Liége                    | 2–2 (7–6) |
| 1991 | Anderlecht  | Club Brugge                  | 3–3 (5–6) |
| 1992 | Club Brugge | Antwerp                      | 1–1 (4–1) |
| 1993 | Anderlecht  | Standard                     | 3–0       |
| 1994 | Anderlecht  | Club Brugge                  | 1–3       |
| 1995 | Anderlecht  | Club Brugge                  | 2–1       |
| 1996 | Club Brugge | Cercle Brugge                | 5–2       |
| 1997 | Lierse      | Germinal Ekeren              | 1–0       |
| 1998 | Club Brugge | Genk                         | 2–1       |
| 1999 | Genk        | Lierse                       | 1–3       |
| 2000 | Anderlecht  | Genk                         | 3–1       |
| 2001 | Anderlecht  | Westerlo                     | 4–1       |
| 2002 | Genk        | Club Brugge                  | 0–2       |
| 2003 | Club Brugge | La Louvière                  | 1–1 (5–4) |
| 2004 | Anderlecht  | Club Brugge                  | 0–2       |
| 2005 | Club Brugge | Germinal Beerschot           | 1–1 (4–2) |
| 2006 | Anderlecht  | Zulte-Waregem                | 3–1 3     |
| 2007 | Anderlecht  | Club Brugge                  | 3–1       |
| 2008 | Standard    | Anderlecht                   | 3–1       |
| 2009 | Standard    | Genk                         | 2–0       |
| 2010 | Anderlecht  | Gent                         | 1–0       |
| 2011 | Genk        | Standard                     | 1–0       |

- 1: 2 lượt
- 2: không tổ chức
- 3: Dừng trận đấu sau hiệp thứ nhất (0–0) vì mưa to (22 tháng 7). Đá lại ngày (20 tháng 12).

## Thống kê theo câu lạc bộ
- Club Brugge 13 lần vô địch (1980, 1986, 1988, 1990, 1991, 1992, 1994, 1996, 1998, 2002, 2003, 2004 và 2005)
- Anderlecht 9 lần vô địch (1985, 1987, 1993, 1995, 2000, 2001, 2006, 2007 và 2010)
- Standard 4 lần vô địch (1981, 1983, 2008 và 2009)
- Lierse 2 lần vô địch (1997 và 1999)
- Genk 1 lần vô địch (2011)
- Beveren 1 lần vô địch (1984)
- Waregem 1 lần vô địch (1982)